# Загуба Володимир Миколайович
Володи́мир Микола́йович Загу́ба (15 червня 1971 — 20 січня 2015) — старшина Збройних сил України, учасник російсько-української війни.

## Життєвий шлях
Закінчив Новоселицьку 8-річну школу, здобув спеціальну освіту, перебував на посаді лісника Чигиринського лісового господарства. Служив строкову службу, десантник. Працював у будівельній сфері.
Доброволець, стрілець-помічник гранатометника, 81-а окрема аеромобільна бригада — 90-й окремий аеромобільний батальйон, псевдо «Лєший». Серпнем 2014-го направлений до Житомирської навчальної частини на перепідготовку. У жовтні разом з іншими військовиками переправили на схід України, перебували поблизу Донецька з боку села Водяне, наприкінці листопада — на початку грудня вирушили до Донецького аеропорту.
18 січня 2015-го отримали наказ дістатися до одного з терміналів ДАП, забрати вбитих та змінити поранених, мала відбутися чергова ротація. Вирушили на трьох МТЛБ. Уночі проти 20 січня через густий туман бригада збилася з визначеного курсу, відійшовши майже на кілометр від дороги, потрапила в засідку. Почався одночасний обстріл з трьох сторін, 1 бойова машина встигла швидко змінити курс та відійти в безпечне місце, інші зазнали ушкоджень. Вибухом було вбито та поранено солдатів, що були зверху на броні, серед тих, що загинули — і Володимир Загуба. Друге влучання сталося в задній люк машини, з якого в той час вибиралися бійці. Земляк Загуби Бабенко Вадим Вікторович залишився живим, поранений у ногу, потрапив до полону. Автомобіль, в якому перебував Дмитро Франишин, врізався в будівельні конструкції та вибухнув.
Упізнаний за експертизою ДНК після 3 місяців пошуків.
Без батька лишився син В'ячеслав.
1 квітня 2015-го похований у селі Новоселиця, односельці Кіборга зустрічали на колінах.

## Нагороди та вшанування

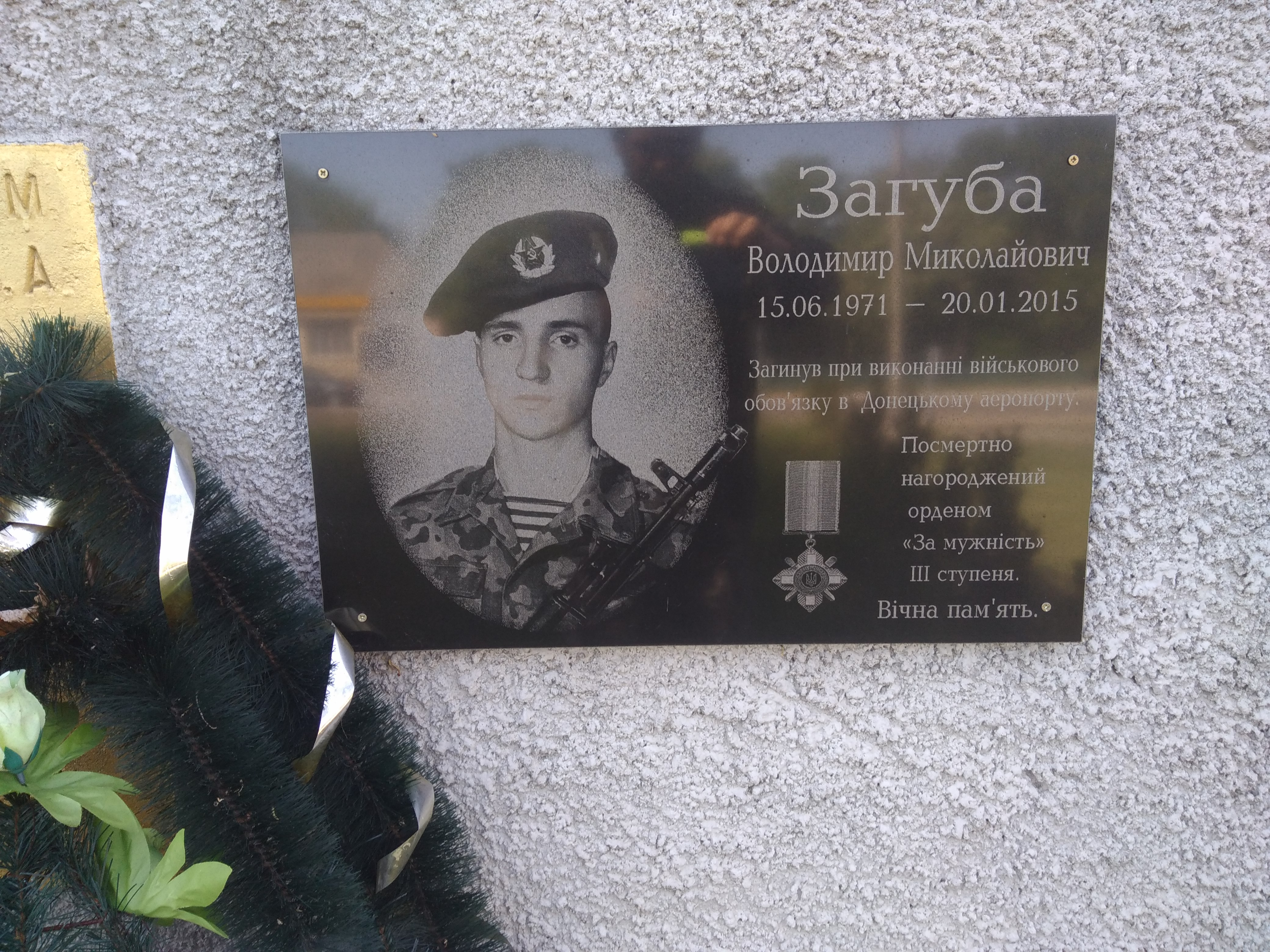
Меморіальна дошка у с. Новоселиця

- Указом Президента України № 282/2015 від 23 травня 2015 року, «за особисту мужність і високий професіоналізм, виявлені у захисті державного суверенітету та територіальної цілісності України, вірність військовій присязі», нагороджений орденом «За мужність» III ступеня (посмертно)[1].
- Нагороджений нагрудним знаком «За оборону Донецького аеропорту» (посмертно).
- Нагороджений Почесною відзнакою «За заслуги перед Черкащиною» (посмертно).
- Вшановується в меморіальному комплексі «Зала пам'яті», в щоденному ранковому церемоніалі 20 січня[2][3].